# Noel Neill
Noel Neill (ur. 25 listopada 1920 w Minneapolis w stanie Minnesota, zm. 3 lipca 2016 w Tucson w stanie Arizona) – amerykańska aktorka filmowa i telewizyjna.

## Kariera
Noel Neill zasłynęła przede wszystkim jako odtwórczyni roli Lois Lane w pierwszych aktorskich produkcjach o przygodach Supermana. Postać tę zagrała w  15-odcinkowym serialu Superman z 1948 i jego późniejszej kontynuacji również 15-odcinkowym serialu Superman kontra atomowy człowiek (1950). W obu w roli tytułowego bohatera partnerował jej Kirk Alyn. Do roli Lois Lane powróciła ponownie w 104-odcinkowym serialu Przygody Supermana realizowanym w latach 1952-58 (choć w pierwszych 24 odcinkach postać Lois grała Phyllis Coates, która zrezygnowała z roli i została zastąpiona przez Neill). Tym razem zagrała u boku George'a Reevesa, który wcielał się w rolę Supermana. Po latach pojawiła się także w niewielkich rolach w kolejnych filmach o przygodach superbohatera. Można ją zobaczyć w filmach: Superman (1978) i Superman: Powrót (2006) oraz serialu Superboy (1988-92).

## Wybrana filmografia
- Dama z rewii (1943)
- Błękitna dalia (1946) jako Nolie, szatniarka
- Wielki zegar (1948) jako operator windy
- Superman (1948; serial TV) jako Lois Lane
- Superman kontra atomowy człowiek (1950; serial TV) jako Lois Lane
- Amerykanin w Paryżu (1951) jako amerykańska dziewczyna
- Największe widowisko świata (1952) jako Noel
- Mężczyźni wolą blondynki (1953) jako pasażerka
- Przygody Supermana (1952-58; serial TV) jako Lois Lane
- Superman (1978) jako Ella Lane, matka Lois
- Superboy (1988-92; serial TV) jako Alexis (gościnnie, 1991)
- Superman: Powrót (2006) jako Gertrude Vanderworth